# Julio Abbadie
Julio César Abbadie Gismero (7. september 1930 – 16. juli 2014) var en uruguayansk fodboldspiller (angriber).
Abbadie repræsenterede af to omgange Montevideo-storklubben Peñarol i Primera División Uruguay, som han i alt var tilknyttet i 13 år. Han var også udlandsprofessionel i Italien, hvor han blandt andet var tilknyttet Genoa.
For Uruguays landshold nåede Abbadie at spille 26 kampe og score 13 mål. Han deltog blandt andet ved VM 1954 i Schweiz, hvor uruguayanerne sluttede på fjerdepladsen.